# Аренхольт, Юлия
Юлия Йоханна Аренхольт (дат. Julie Johanne Arenholt, урождённая Росенгрин (дат. Rosengreen); 10 декабря 1873—21 июля 1952) — датский инженер-строитель, активистка движения за права женщин и политик. В 1910 году она стала первой женщиной в Дании, которая работала заводским инженером на заводе, осматривая помещения пекарен в Копенгагене, пока не вышла на пенсию в 1939 году. Она была активным членом Датского женского общества, занимая пост его президента с 1918 по 1921 год. Аренхольт также играла важную роль и на международном уровне, выступая на конференциях и работая в центральном комитете Международного альянса женщин (1923—1929).

## Биография
Юлия Йоханна Росенгрин родилась 10 декабря 1873 года в Фредериксберге, районе Копенгагена, в семье Харальда Кристиана Росенгрина (1836—1907), государственного служащего, и Расмин Расмуссен (1840—1914). Получив необходимую квалификацию, она работала школьным учителем до поступления в Политехнический педагогический институт в 1896 году, окончив который она стала первой женщиной-инженером на заводе в Дании в 1901 году. В 1903 году она вышла замуж за врача и участника Олимпийских игр Йёргена Аренхольта (1876—1953).
Аренхольт работала сначала в Педагогическом институте, затем в лаборатории Детлефсена и Мейера. В 1910 году ей удалось получить новообразованную должность фабричного инспектора в Управлении труда и производственного контроля (Direktoratet for Arbejds- og Fabriktilsynet), где она отвечала за проверку пекарен и кондитерских на территории Копенгагена.
В 1907 году началась её политическая деятельность, вызванная её интересом к экономическим и социальным условиям жизни. Тогда она стала одним из основателей Национальной ассоциации за избирательное право женщин (дат. Landsforbundet for Kvinders Valgret, LKV), редактируя её журнал «Женское право голоса» (дат. Kvindevalgret) с 1908 по 1912 год. Когда женщины получили право голоса на муниципальных выборах, в 1909 году Аренхольт была избрана в городское представительство от Социал-либеральной партии. Она оказалась талантливым оратором, получив большой количество голосов. В 1918 году она баллотировалась от Гентофте в Фолькетинг, это были первые выборы в датский парламент, в которых женщинам разрешили принимать участие.
В 1915 году Аренхольт вступила в Датское женское общество, занимая пост его президента с 1918 по 1921 год. Она приобрела высокую репутацию как в Дании, так и за рубежом благодаря своим сильным лидерским качествам. Аренхольт принимала активное участие в конгрессах Международного женского движения, входила в состав центрального комитета Международного альянса женщин с 1923 по 1929 год. В частности, она боролась за участие женщин в бизнесе.
Юлия Аренхольт умерла в Копенгагене 21 июля 1952 года и была похоронена на кладбище Биспебьерг.